# Monstera wilsoniensis
Monstera wilsoniensis — вид квіткових рослин з родини кліщинцевих (Araceae).

## Розповсюдження
Місцем проживання цього виду є Коста-Рика.